# معاملة المثليين في بنغلاديش
يواجه الأشخاص من المثليين والمثليات ومزدوجي التوجه الجنسي والمتحولين جنسياً (اختصاراً: مجتمع الميم) في بنغلاديش تحديات قانونية واجتماعية لا يواجهها غيرهم من المغايرين جنسيا. يعتبر النشاط الجنسي بين الرجال وبين النساء غير قانوني في بنغلاديش. بسبب المادة 377 الذي ورثته من الحكومة الهندية البريطانية منذ عام 1860. والذي يمكن أن يعاقب المثليين بعقوبة قد تصل إلى السجن مدى الحياة.
نظرًا للعقلية التقليدية للمجتمع البنغلاديشي المحافظ في الغالب، فإن المواقف السلبية تجاه هؤلاء في مجتمع المثليين مرتفعة. على الرغم من لا يطبق هذا القانون دائما، فإنه لا يزال خطيرا للاولئك الذين يعرفون بأنفسهم على أنهم من مجتمع الميم في المجتمع بسبب الرفض الاجتماعي أو الكراهية أو الاعتداء أو حتى القتل. يواجه الأشخاص من مجتمع المثليين وصمة عار بين السكان. كما أن المنازل التي يعيش فيها الشركاء المثليون غير مؤهلة للحصول على نفس الحماية القانونية المتاحة للأزواج المغايرين، مع وجود عدة تقارير تتحدث عن مستوى عالي من التمييز والانتهاكات ضد مجتمع المثليين. ذكرت هيومن رايتس ووتش أن «التمييز ضد المثليين والمثليات ومزدوجي التوجه الجنسي والمتحولين جنسيا منتشر في بنغلاديش».
يعترف القانون بالأفراد المتحولين جنسيا (والذين يطلق عليهم اسم مجتمع الهجرة في جنوب آسيا) كالجنس الثالث في بنغلاديش. ومع ذلك، ما زالوا يواجهون تمييزًا ورفضًا اجتماعيًا، على الرغم من أنهم جزء من ثقافة بنغلاديش وجنوب آسيا منذ فترة كتاب كاماسوترا (400 قبل الميلاد إلى 200 ميلادي).

## قانونية النشاط الجنسي المثلي
تحظر المادة 377 من قانون العقوبات ممارسة الجنس الفموي أو الجنس الجرشي، بغض النظر عن جندر والتوجه الجنسي للمشاركين فيه.
يمتد نطاق المادة 377 إلى أي اتحاد جنسي يتضمن إدخال القضيب. وهكذا، فإن النشاط الجنس المغاير حتى وإن كان توافقيا مثل مص القضيب والإيلاج الشرجي ليعاقب الشخص عليه بموجب هذا القانون.
في عامي 2009 و 2013، رفض البرلمان البنغلاديشي إلغاء المادة 377.

## الاعتراف القانوني بالعلاقات المثلية
لا تعترف بنغلاديش بزواج المثليين أو الاتحادات المدنية أو الشراكات المنزلية. ولا يعترف بها المجتمع بها أيضًا، يتم دعم العلاقة الرومانسية بالتراضي وزواج المغايرين على الرغم من أن المحافظة الاجتماعية تشكل عائقًا في هذا السياق أيضًا (إذ المجتمع أقل دعماً) لأن المجتمع ثقافيًا يقوم على «نظام الزواج المدبر».
في 23 يوليو 2013، تم إلقاء القبض على زوجتين مثليين «تزوجتا» في السر. فرت شبرونتي روي بوجا، الهندوسية البالغة من العمر 16 عامًا، وسانجيدا أكتر، المسلمة البالغة من العمر 21 عامًا، من مدينتهما إلى العاصمة داكا، وتزوجتا في حفل هندوسي. ثم قُبض عليهما وهُددتا بالسجن المؤبد. وبالمثل، تم إلقاء القبض على زوجتين مثليتين أخرتين في أكتوبر 2013 بسبب علاقتهما. تم وصف أحداهن بأن شعر قصير وتم التعرف عليها على أنها الزوج. وقد أجبرتهن الشرطة على إجراء اختبارات لتحديد الجنس، وذكر الأطباء أنهن من الإناث. تم مقاضاتهم بموجب المادة 209، والتي تتعلق بالأنشطة غير الاجتماعية.

## الحقوق الدستورية
يحتوي دستور بنغلاديش على العديد من الأحكام التي يمكن أن تنطبق على المواطنين من مجتمع الميم:
الجزء الثاني المادة 19 - يعد بتكافؤ الفرص لجميع المواطنين.
الجزء الثالث المادة 27 - الوعد بالمساواة أمام القانون لجميع المواطنين.
حرية الدين والصحافة مضمونتان، لكنهما يخضعان لقيود تستند إلى «اللياقة أو الأخلاق».
لا يحق للمواطن أن يكون عضواً في البرلمان إذا أدين «بارتكاب جريمة جنائية تنطوي على اضطهاد أخلاقي».

## الهوية الجندرية والتعبير عنها
في 11 نوفمبر 2013، تم الاعتراف على مجتمع الهجرة كجنس منفصل من قبل الحكومة البنغلاديشية في اجتماع مجلس الوزراء برئاسة رئيسة الوزراء الشيمة حسينة وازد. جنبا إلى جنب مع الذكور والإناث، سيتم الاعتراف على مجتمع الهجرة كجنس منفصل في الوثائق الرسمية. أظهر مسح أجرته وزارة الرعاية الاجتماعية أنه في عام 2013، كان هناك 10,000 شخص من مجتمع الهجرة مسجل في البلاد. على الرغم من ذلك، لا يوجد في بنغلاديش سياسات تحدد التدابير التي يجب على الأفراد خوضها لتغيير جنسهم بشكل قانوني في مستنداتهم الرسمية، كما أنه لا يوجد وضوح بشأن من يمكن اعتباره من مجتمع الهجرة. نظرًا لعدم وجود مبادئ توجيهية، يتصرف المسؤولون ويعتمدون على فهمهم الشخصي لمجتمع الهجرة عند تكليفهم بتغيير المستندات الرسمية، مما يحتمل أن يؤدي إلى التمييز ضدهم.
في ديسمبر 2014، دعت وزارة الرعاية الاجتماعية مجتمع الهجرة بالتقدم بطلب عمل حكومي. في يناير 2015، أصدرت وزارة الصحة مذكرة تطلب «اتخاذ الخطوات اللازمة للتعرف على مجتمع الهجرة من خلال إجراء فحوصات طبية شاملة». أدت هذه الفحوصات إلى اضطرار الهجريين إلى خلع ملابسهم علانية والكشف عن أعضاءهم التناسلية. وقد تم في وقت لاحق نشر صور لهذه الفحوصات إلى وسائل الإعلام التي ادعت بعد ذلك أن مجتمع الهجرة «رجال حقًا». في يوليو 2015، بعد أن شهد شخص من مجتمع الهجرة مقتل مدون علماني، وساعد بنجاح في القبض على الجناة، الذين كانوا من المتطرفين الإسلاميين، أعلنت الحكومة البنغلاديشية عن خطط لتجنيد الهجريين كشرطة مرور.
في أبريل 2019، تم الإبلاغ عن أن بنغلاديش ستسمح لمجتمع «الهجرة» بالتصويت بموجب هويتهم الجندرية الصحيحة، حيث أدخل المسؤولون «الهجرة» كخيار الجنس الثالث في استمارات التصويت لأول مرة.

## المواقف الاجتماعية
على الرغم من أن العرض العلني للمودة بين الأصدقاء من نفس الجنس في بنغلاديش يتم اعتماده بشكل شائع ولا يثير أي خلافات، يبدو أن هناك اعتراضًا قويًا على المثلية الجنسية على هذا النحو. هذا الموقف العدائي ناتج عن التقاليد الدينية للبلاد، حيث يعتبر الإسلام دين حوالي 90% من السكان، وناتج عن عقلية المجتمع البنغلاديشي. يبدو أن هناك ضغطًا اجتماعيًا مكثفًا للزواج من شخص مغاير، متمركز في نموذج السلطة الذكورية للمجتمع. من المعروف أن أفرادا من غير أفراد الأسرة، بما في ذلك الشرطة والجماعات الأصولية الدينية، يقومون بابتزاز ومضايقة بل ومهاجمة الأشخاص من مجتمع الميم. لا تعاقب الحكومة «من يلعب دور شرطة الأخلاقيات»، لكنهم يستفيدون من غياب الحقوق المدنية وقوانين جرائم الكراهية للأقليات الجنسية والجندرية.
في عام 2003، نشر الدكتور غاري دوستيت، وهو أستاذ أسترالي، تقريراً بعنوان «استعراض المعرفة حول الشبكات والسلوكيات الجنسية للرجال الذين يمارسون الجنس مع الرجال في آسيا كجزء من دراسة حول كيفية تأثير وباء الإيدز على الأمة». ركز الجزء الأكبر من التقرير على دعارة الذكور، لكنه أثار بعض النقاش العام حول قضايا المثليين، مع اعتبار أن الأفلام الهندية والتسمم بالماء من خلال الزرنيخ يجعل المثلية الجنسية أكثر شيوعًا. في الرد، انتقد بعض الناس وجهات النظر السلبية هذه لأنها غير سليمة من الناحية العلمية وقائمة على التحيز.
في عام 2011، كان الهدف من البحث القائم على البحوث مع مدرسة للصحة العامة في إحدى جامعات بنغلاديش هو إثارة نقاش عام حول النشاط الجنسي والحقوق في سياق سياسي شديد الحساسية. من خلال الجمع بين أصحاب المصلحة، بما في ذلك أفراد الأقليات الجنسية والأكاديميين ومقدمي الخدمات والإعلام وواضعي السياسات ومنظمات الدعوة، عملت المشاركة البحثية على إبراز قضايا الجنس والحقوق الخفية والموصومة. تشمل الخطوات الحاسمة نحو إبراز الأقليات الجنسية توفير أماكن آمنة للقاء وتطوير المواد التعليمية لطلاب الجامعة والمشاركة مع مجموعات الحقوق القانونية.

### منظمات المثليين في بنغلاديش
جاءت أول محاولة لإنشاء منظمة للمثليين في بنغلاديش في عام 1999، عندما فتح رجل يدعى رنغيو، وصف بأنه «شاب في منتصف العمر متعلم من قبيلة من السكان الأصليين»، أول مجموعة على الإنترنت لمثليي الجنس من بنغلاديش، تسمى «غاي بنغلاديش» (بالإنجليزية: Gay Bangladesh)‏. استقطب أكثر من 1000 عضو؛ ومع ذلك، بعد وفاة رينغيو، تباطأ نشاطها وأصبحت المجموعة مهملة. في عام 2002، ظهرت مجموعتان أخريان على الإنترنت على موقع ياهو!: «تين غاي بنغلاديش» (بالإنجليزية: Teen Gay Bangladesh)‏، والتي يديرها براكاش وأبرار، و«بويز أونلي بنغلاديش» (بالإنجليزية: Boys Only Bangladesh)‏، التي أنشأها «كوازي حقي». تم حذف كلتا المجموعتين بواسطة سلطات ياهو! في ديسمبر 2002، وبعد العديد من عمليات إعادة التشغيل وتغيير الاسم، بقيت بويز اونلي بنغلاديش المجموعة الوحيدة المتبقية التي تسمى الآن بويز أوف بنغلاديش (بالإنجليزية: Boys of Bangladesh)‏.تعتبر المجموعة التي يشرف عليها حاليًا تانفير عليم، أكبر شبكة للرجال المثليين في بنغلاديش، حيث تنظم العديد من الأحداث المتعلقة بحقوق المثليين في داكا منذ عام 2009. يهدف موقع بويز أوف بنغلاديش إلى بناء مجتمع الميم في البلاد وإلغاء القسم 377.

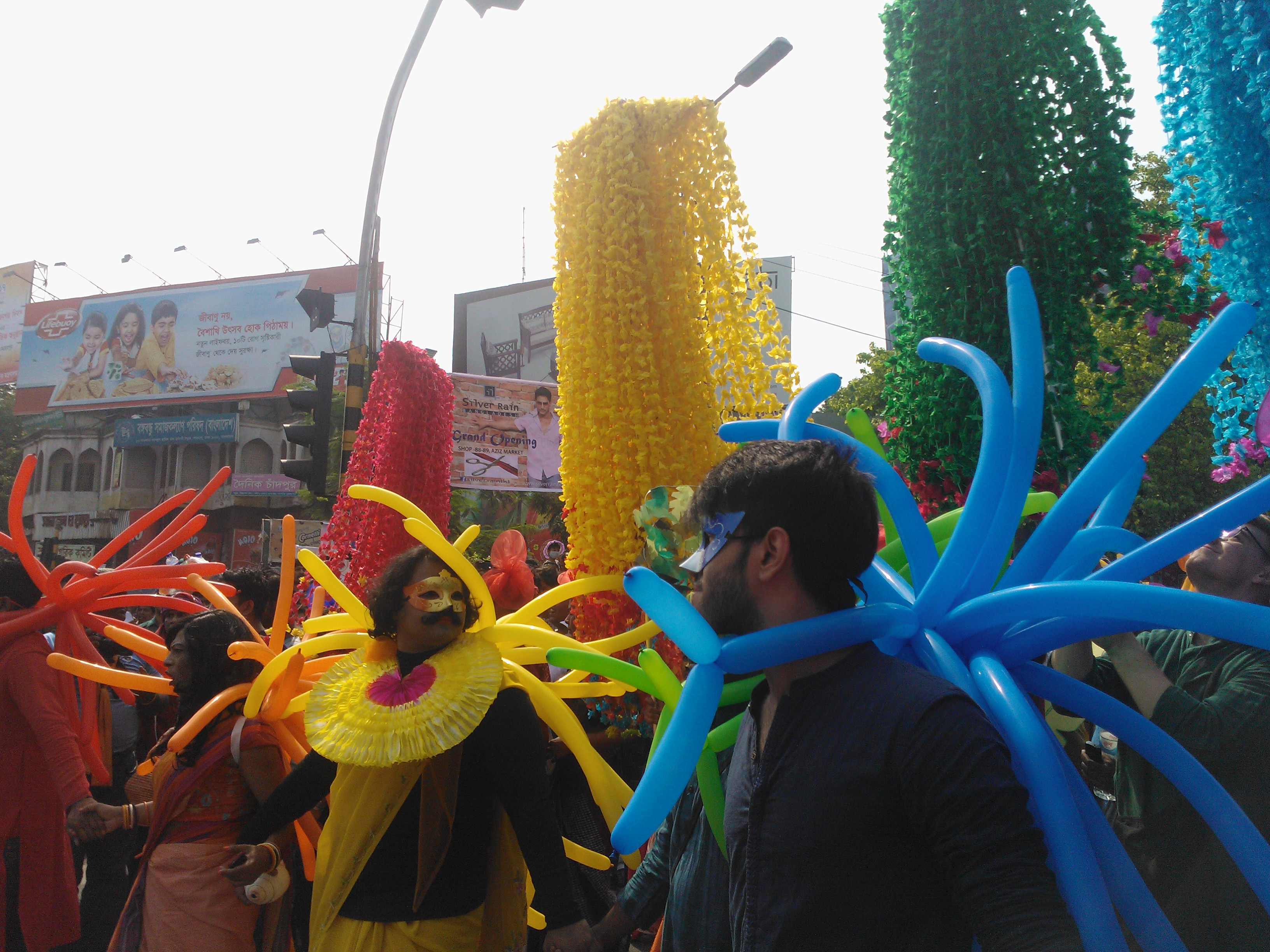
تجمع حقوق المثليين خلال مهرجان رأس السنة البنغالية (2015) في دكا.

في يناير 2014، تم نشر أول مجلة للمثليين في بنغلاديش. سميت المجلة روبوبان باسم شخصية شعبية بنغالية تمثل قوة الحب.
منذ عام 2014، كل عام في بداية السنة البنغالية الجديدة في 14 أبريل، تم تنظيم حدث فخر يسمى مسيرة قوس قزح في دكا. بعد التهديدات، كان لا بد من إلغاء حدث 2016. في عام 2014، عقدت بنغلاديش أول مسيرة فخر للمتحولين جنسيا. في 25 أبريل 2016، قُتل خولاز مانان، مؤسس محلة روبوبان ومنظم مسيرة قوس قزح، في شقته مع صديق له.
تحول الكثير من الناس إلى موقع بويز أو بنغلاديش لمناقشة مشاعرهم والتواصل مع أفراد مماثلين يواجهون نفس المشكلات التي يواجهونها. لم يتم تسجيل المنتدى كمنظمة لأنهم لا يريدون ربط أنفسهم بالرجال الذين يمارسون الجنس مع الرجال. ولا يرغبون في الوقوع تحت مظلة كونهم الرجال الذين يمارسون الجنس مع الرجال لأنهم يعتبرونه مصطلحًا مهينًا. ذكر منسق المجموعة أن تسمية الرجال الذين يمارسون الجنس مع الرجال تدور حول ذلك فقط وهو مايعتبرون أنفسهم أكثر من ذلك. يقوم المنتدى عبر الإنترنت بترتيب الأحداث للرجال المثليين للقاء والتعارف. ليس كل الأشخاص يستطيعون الوصول إلى مجموعتهم لأنهم لا يستطيعون الوصول إلى الإنترنت. ومع ذلك، لدى الموقع أكثر من 2000 عضو مسجل، بما في ذلك حملة الدكتوراه والأطباء.
مارس صندوق الأمم المتحدة للسكان والعديد من المنظمات غير الحكومية ضغوطاً على بنغلاديش لمعالجة قضايا مثل حقوق المثليين والتثقيف الجنسي. نوقشت هذه القضايا في المؤتمر السكاني السادس لآسيا والمحيط الهادئ الذي بدأ في 16 سبتمبر 2013. عارضت بنغلاديش تمامًا فكرة صندوق الأمم المتحدة للسكان لدعم حقوق المثليين. وقال الممثل الدائم لبنغلاديش لدى الأمم المتحدة، أبو الكلام عبد المؤمن، إن تبني مثل هذه السياسات يتعارض مع المعايير الاجتماعية للبلاد.
في سبتمبر 2014، في المؤتمر الدولي للتنمية السكانية، رفضت بنغلاديش فكرة توفير الحقوق لمجتمع الميم. أبدى عبد المؤمن تعليقات مماثلة فيما يتعلق بالوضع كما فعل في العام السابق في المؤتمر السادس لسكان آسيا والمحيط الهادئ. وقد نُقل عنه قوله إن بنغلاديش، مثل الدول الإسلامية أو حتى المسيحية، لا تدعم حقوق المثليين لأنها لا تمثل قيمهم.
في أبريل 2016، قُتل الناشط المثلي ومؤلف وناشر «روبوبان»، وهي المجلة الوحيدة لمجتمع المين في بنغلاديش مع محبوب راباي تونوي، وهو ناشط مثلي آخر من المثليين. أغلنت أنصار الإسلام، وهي جماعة مرتبطة بتنظيم القاعدة مسؤوليتها عن جرائم القتل التي قال فيها إنهما أكدا توجههما الجنسي ولذلك فهما بحاجة إلى القتل وفقًا لأحكام الشريعة الإسلامية. في مايو 2019، اتهمت الشرطة البنغلاديشية ثمانية متطرفين بتهمة القتل. تم احتجاز أربعة من الثمانية وما زالت الشرطة تبحث عن الآخرين.

## تقارير حقوق الإنسان

### تقرير وزارة الخارجية الأمريكية 2017
في عام 2017، أبلغت وزارة الخارجية الأمريكية ما يلي، فيما يتعلق بحالة حقوق المثليين في بنغلاديش:
- «أهم قضايا حقوق الإنسان شملت: القتل خارج نطاق القانون، التعذيب، الاحتجاز التعسفي أو غير القانوني، والاختفاء القسري على أيدي قوات الأمن الحكومية؛ القيود على الحريات المدنية، بما في ذلك حرية التعبير والصحافة وأنشطة المنظمات غير الحكومية؛ استمرت أيضًا قلة حرية المشاركة في العملية السياسية والفساد والعنف والتمييز على أساس الجنس والانتماء الديني والطائفة والقبيلة، بما في ذلك السكان الأصليون، والتوجه الجنسي والهوية الجندرية، ويرجع ذلك جزئيًا إلى عدم وجود المساءلة».[42]
- حرية التعبير، بما في ذلك بالنسبة للصحافة
«التأثير غير الحكومي: الملحدون، العلمانيون، والمثليون، المثليات، ومزدوجي التوجه الجنسي، والمتحولين جنسياً، وثنائيي الجنس. ادعى أحد محامي حقوق الإنسان أنه تلقى تهديدات بالقتل بسبب كتابته عن مجتمع المثليين في البلاد والدفاع عنه».[42]
- أعمال العنف والتمييز وغيرها من الانتهاكات القائمة على التوجه الجنسي والهوية

الجندرية
 "النشاط الجنسي المثلي بالتراضي غير قانوني بموجب القانون. ذكرت مجموعات المثليين أن الشرطة استخدمت القانون كذريعة للتنمر ضد الأفراد من مجتمع الميم بغض النظر عن توجههم الجنسية، والحد من تسجيل منظمات المثليين، فقد أبلغت بعض المجموعات أيضًا عن مضايقات بموجب شرط من السلوك المشبوه في قانون الشرطة، وكان السكان المتحولين جنسياً لفترة طويلة جزءًا مهمشًا ومعترفًا به في المجتمع، لكنهم واجهوا مستويات عالية ومستمرة من الخوف والمضايقة وفي الاتصال بقوات انفاذ القانون في أعقاب الهجمات المتطرفة العنيفة ضد المجتمعات الضعيفة.

تلقى أفراد من مجتمع الميم رسائل تهديد عبر الهاتف ووسائل التواصل الاجتماعي، وتعرض بعضهم للمضايقة على أيدي الشرطة.

في مايو/ أيار، داهمت قوات كتيبة العمل السريع مركز شايانير في كيرانيغان خلال مأدبة عشاء نظمها مجتمع الميم من هذه المنطقة. وفقًا للشهود، تم اعتقال 28 شخصًا من بين 120 شخصًا كانوا حاضرين وقت المداهمة. وذكر الشهود أيضًا أن كتيبة العمل السريع قد قامت بتقسيم الحضور إلى مجموعات صغيرة وضربهم قبل التعرف على الأفراد للاعتقال. خلال المداهمة أعلنت كتيبة العمل السريع لوسائل الإعلام أن المداهمة أجريت على أساس الاشتباه في نشاط جنسي مثلي وسمحت لوسائل الإعلام بتصوير بعض الأفراد المعتقلين. أعلنت كتيبة العمل السريع لاحقًا أن الحاضرين لم يشاركوا في «أنشطة جنسية غير قانونية» وقت المداهمة وتم اعتقالهم بدلاً من ذلك لحيازتهم مخدرات - وتحديداً يابا (مزيج من الميتامفيتامين والكافيين) والقنب. حبس النظام القضائي أربعة من الأفراد. ومن بين الأشخاص ال24 الباقين، اعتُقل 12 لاستجوابهم وأُرسل 12 إلى السجن مباشرة.

في أعقاب هذه الأحداث والمضايقات المستمرة، واصل العديد من أعضاء مجتمعات الميم، بما في ذلك قيادة منظمات الدعم الرئيسية، الحد من أنشطتهم ولجأوا إلى داخل البلاد وخارجها. وقد أدى ذلك إلى ضعف شديد في شبكات الدعوة والدعم للأشخاص من مجتمع المثليين. ظلت المنظمات التي تساعد على وجه التحديد المثليات نادرة. كانت وصمة العار الاجتماعية القوية القائمة على أساس التوجه الجنسي شائعة ومنعت مناقشة مفتوحة للموضوع."
- وصمة العار الاجتماعية لفيروس نقص المناعة البشرية والإيدز
«يمكن أن تكون وصمة العار الاجتماعية ضد فيروس نقص المناعة البشرية والإيدز والسكان المعرضين لخطر أكبر عائقاً أمام الوصول إلى الخدمات الصحية، لا سيما بالنسبة لمجتمع المتحولين جنسياً والرجال الذين يمارسون الجنس مع الرجال.»[42]
- التمييز فيما يتعلق بالعمل والمهنة
«يحظر قانون العمل التمييز في الأجور على أساس الجنس أو الإعاقة، لكنه لا يحظر أي تمييز آخر على أساس الجنس أو الإعاقة أو الوضع الاجتماعي أو الطبقة الاجتماعية أو التوجه الجنسي أو عوامل مماثلة.»[42]

## ملخص
| قانونية النشاط الجنسي المثلي                                                                  | (العقوبة: السجن حتى مدى الحياة)     |
| المساواة في السن القانوني للنشاط الجنسي                                                       | No                                  |
| قوانين مكافحة التمييز في التوظيف                                                              | No                                  |
| قوانين مكافحة التمييز في توفير السلع والخدمات                                                 | No                                  |
| قوانين مكافحة التمييز في جميع المجالات الأخرى (تتضمن التمييز غير المباشر، خطاب الكراهية)      | No                                  |
| قوانين مكافحة أشكال التمييز المعنية بالهوية الجندرية                                          | No                                  |
| زواج المثليين                                                                                 | (مقترح)                             |
| الاعتراف القانوني بالعلاقات المثلية                                                           | (مقترح)                             |
| تبني أحد الشريكين للطفل البيولوجي للشريك الآخر                                                | No                                  |
| التبني المشترك للأزواج المثليين                                                               | No                                  |
| يسمح للمثليين والمثليات ومزدوجي التوجه الجنسي والمتحولين جنسيا بالخدمة علناً في القوات المسلحة | No                                  |
| الحق بتغيير الجنس القانوني                                                                    | No                                  |
| الجنس الثالث معترف به                                                                         | (منذ عام 2013)                      |
| علاج التحويل محظور على القاصرين                                                               | No                                  |
| الحصول على أطفال أنابيب للمثليات                                                              | No                                  |
| الأمومة التلقائية للطفل بعد الولادة                                                           | No                                  |
| تأجير الأرحام التجاري للأزواج المثليين من الذكور                                              | (غير قانوني للأزواج المغايرين كذلك) |
| السماح للرجال الذين مارسوا الجنس الشرجي التبرع بالدم                                          | No                                  |